# Вюртемберзьке герцогство
Вю́ртемберзьке ге́рцогство (лат. Ducatus Würtembergici; нім. Herzogtum Württemberg) — у 1495–1803 роках герцогство в Південній Німеччині, у Вюртемберзі, зі столицею в Штутгарті. Займало терени сучасної області Вюртемберг в Німеччині, в басейні річки Неккар. Засноване на базі Вюртемберзького графства у складі Священної Римської імперії. Було одним із найбільших в імперії. Входило до Швабського округу. Керувалося герцогами з Вюртемберзького дому. У 1519–1534 роках тимчасово анексоване Австрійським ерцгерцогством. Сильно постраждало в ході Тридцятирічної війни. У XVII—XVIII ст. відбило ряд французьких вторгнень. Було постійною ареною австрійсько-французького протистояння. 1802 року зазнало поразки від Франції, але отримало від Наполеона статус курфюрства. Останнє було перетворено на королівство 1806 року.

## Державний устрій

### Герцоги
правлячі
- 1495—1496: Ебергард І
- 1496—1498:  Ебергард ІІ
- 1498—1519, 1534—1550: Ульріх
- 1550—1568:  Крістоф
- 1568—1593:  Людвіг
- 1593—1608:  Фрідріх І
- 1608—1628:  Йоган Фрідріх
- 1628—1674:  Ебергард III
- 1674—1677:  Вільгельм Людвіг
- 1677—1733:  Ебергард Людвіг
- 1733—1737:  Карл Александр
- 1737—1793:  Карл Євген
- 1793—1795:  Людвіг Євген
- 1795—1797:  Фрідріх Євген
- 1797—1803:  Фрідріх ІІ

титулярні
- 1790—1792: Леопольд II (імператор Священної Римської імперії)